# Jón Arnar Magnússon
Jón Arnar Magnússon (* 28. Juli 1969 in Selfoss) ist ein ehemaliger isländischer Leichtathlet, der sich auf den Zehnkampf spezialisiert hat und aktuell Inhaber des Landesrekordes ist. Mit zwei Medaillen bei Hallenweltmeisterschaften in Siebenkampf sowie einer Medaille bei den Halleneuropameisterschaften 1996 in Stockholm zählt er zu den erfolgreichsten Leichtathleten des Landes. Sein Onkel Einar Vilhjálmsson sowie sein Großonkel Vilhjálmur Einarsson waren ebenfalls als Leichtathleten aktiv.

## Sportliche Laufbahn
Erste internationale Erfahrungen sammelte Jón Arnar Magnússon im Jahr 1988, als er bei den Juniorenweltmeisterschaften in Greater Sudbury seinen Wettkampf am zweiten Tag vorzeitig beenden musste. 1989 gewann er bei den Spielen der kleinen Staaten von Europa (GSSE) in Nikosia in 10,92 s die Silbermedaille im 100-Meter-Lauf hinter dem Zyprer Yiannis Zisimides und sicherte sich im Weitsprung mit 7,24 m ebenfalls die Silbermedaille und musste sich nur dem Zyprer Dimitrios Araouzos geschlagen geben. 1994 wurde er beim Hypomeeting in Götzis mit 7896 Punkten Zwölfter und anschließend musste er seinen Wettkampf bei den Europameisterschaften in Helsinki vorzeitig beenden. Im Jahr darauf verpasste er bei den Hallenweltmeisterschaften in Barcelona mit 7,32 m den Finaleinzug im Weitsprung und in Götzis wurde er mit 8237 Punkten Fünfter. Anschließend musste er seinen Wettkampf bei den Weltmeisterschaften in Göteborg erneut vorzeitig beenden. 1996 gewann er bei den Halleneuropameisterschaften in Stockholm mit 6069 Punkten die Bronzemedaille im Siebenkampf hinter dem Esten Erki Nool und Tomáš Dvořák aus Tschechien. Im Mai konnte er in Götzis seinen Wettkampf nicht beenden und im August belegte er bei den Olympischen Sommerspielen in Atlanta mit 8274 Punkten den zwölften Platz im Zehnkampf. Zudem war er Fahnenträger Islands während der Eröffnungsveranstaltung der Spiele. Im Jahr darauf gewann er bei den Hallenweltmeisterschaften in Paris mit 6145 Punkten die Bronzemedaille im Siebenkampf hinter dem Tschechen Robert Změlík und Erki Nool aus Estland. In Götzis belegte er mit 8470 Punkten den fünften Platz und anschließend siegte er bei den GSSE in Reykjavík in 13,91 s im 110-Meter-Hürdenlauf sowie in 42,09 s auch mit der isländischen 4-mal-100-Meter-Staffel. Daraufhin trat er im Zehnkampf bei den Weltmeisterschaften in Athen an, musste dort aber seinen Wettkampf vorzeitig beenden. 1998 belegte er bei den Halleneuropameisterschaften in Valencia mit 6170 Punkten den fünften Platz im Siebenkampf und im Mai wurde er in Götzis mit neuem Landesrekord von 8573 Punkten Dritter im Zehnkampf. Im August belegte er bei den Europameisterschaften in Budapest mit 8552 Punkten den vierten Platz. 
1999 belegte er bei den Hallenweltmeisterschaften in Maebashi mit 6293 Punkten den fünften Platz im Siebenkampf und in Götzis gab er im Mai vorzeitig auf. Bei den Spielen der kleinen Staaten von Europa in Schaan siegte er mit 7,64 m im Weitsprung und gewann im 110-Meter-Hürdenlauf sowie im Kugelstoßen jeweils die Silbermedaille. Im August brach er seinen Zehnkampf bei den Weltmeisterschaften in Sevilla nach dem ersten Bewerb ab. Im Jahr darauf gab er bei den Halleneuropameisterschaften in Gent im Siebenkampf ebenfalls vorzeitig auf und in Götzis wurde er mit 8206 Punkten Neunter. Anschließend nahm er erneut an den Olympischen Sommerspielen in Sydney teil und musste dort seinen Wettkampf am ersten Tag vorzeitig beenden. 2001 gewann er bei den Hallenweltmeisterschaften in Lissabon mit 6233 Punkten die Silbermedaille im Siebenkampf hinter dem Tschechen Roman Šebrle und im Mai siegte er bei den GSSE in Serravalle über 110 m Hürden, im Weitsprung sowie im Kugelstoßen und sicherte sich im Diskuswurf mit 46,40 m die Bronzemedaille. Im August brach er dann seinen Zehnkampf bei den Weltmeisterschaften im kanadischen Edmonton am ersten Wettkampftag ab. Im Jahr darauf belegte er bei den Halleneuropameisterschaften in Wien mit 5996 Punkten den vierten Platz im Siebenkampf und in Götzis wurde er mit 8104 Punkten Sechster im Zehnkampf. Im August gelangte er bei den Europameisterschaften in München mit 8238 Punkten auf den vierten Platz. 2003 wurde er bei den Hallenweltmeisterschaften in Birmingham mit 6185 Punkten Vierter im Siebenkampf und in Götzis wurde er mit 8222 Punkten Dritter. Im August musste er seinen Wettkampf bei den Weltmeisterschaften nahe Paris vorzeitig beenden. Im Jahr darauf belegte er bei den Hallenweltmeisterschaften in Budapest mit 5993 Punkten den siebten Platz im Siebenkampf und im August gab er bei den Olympischen Spielen in Athen vorzeitig auf. 2005 gewann er bei den GSSE in Andorra la Vella in 15,13 s die Silbermedaille über 110 m Hürden hinter dem Luxemburger Claude Godart und sicherte sich im Weitsprung sowie mit der 4-mal-100-Meter-Staffel jeweils die Bronzemedaille. Zudem belegte er im Kugelstoßen, Stabhochsprung und im Speerwurf jeweils den vierten Platz und wurde mit der 4-mal-400-Meter-Staffel Fünfter. 2006 beendete er dann im Alter von 37 Jahren seine aktive sportliche Karriere. 
Jón Arnar Magnússon wurde zehnfacher isländischer Meister in diversen Disziplinen im Freien sowie siebenmal in der Halle.

## Persönliche Bestleistungen
- 100 Meter: 10,56 s (+1,4 m/s), 31. Mai 1997 in Götzis
  - 60 Meter (Halle): 6,85 s, 8. März 1997 in Paris
- 200 Meter: 21,20 s (0,0 m/s), 26. Juli 1998 in Reykjavík
- 400 Meter: 46,49 s, 19. August 1998 in Budapest
- 110 m Hürden: 13,91 s (+1,9 m/s), 6. Juni 1997 in Reykjavík
  - 60 m Hürden (Halle): 7,98 s, 13. Februar 2000 in Reykjavík
- Hochsprung: 2,07 m, 4. Juli 1998 in Reykjavík
- Stabhochsprung: 5,20 m, 26. Juli 1998 in Reykjavík
- Weitsprung: 8,00 m (+2,0 m/s), 26. August 1994 in Reykjavík
- Kugelstoßen: 16,61 m, 12. September 1998 in Talence
- Diskuswurf: 49,50 m, 17. Mai 1998 in Hafnarfjörður
- Speerwurf: 64,16 m, 5. Juli 1998 in Reykjavík
- Zehnkampf: 8573 Punkte, 31. Mai 1998 in Götzis (isländischer Rekord)
  - Siebenkampf (Halle): 6293 Punkte, 7. März 1999 in Maebashi (isländischer Rekord)

## Auszeichnungen
In den Jahren 1995 und 1996 wurde Jón Arnar Magnússon isländischer Sportler des Jahres.